# Насаждение (лесоведение)

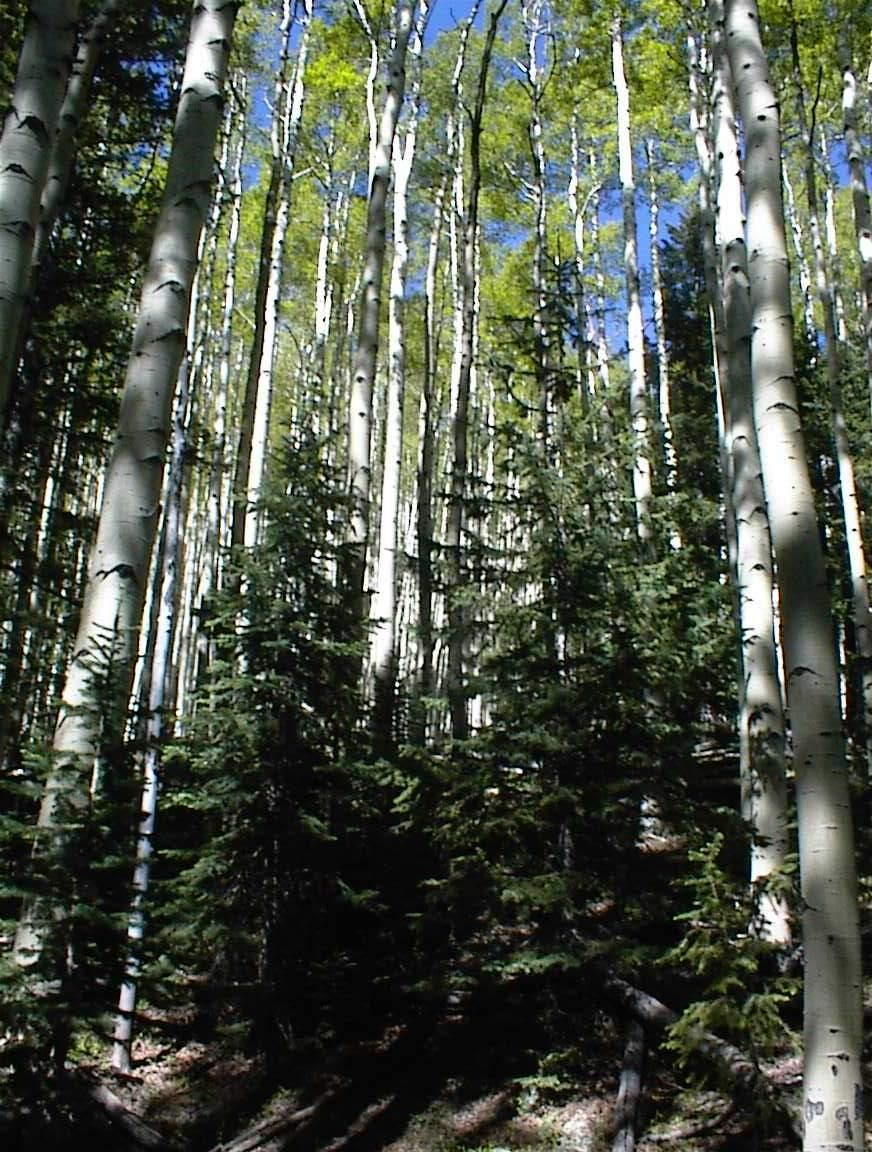
Одновозрастное насаждение из осины с еловым подростом.

Насажде́ние (лесной фитоценоз) — элементарный, однородный участок леса, отличающийся от соседних по характеру растительности, главным компонентом является древостой. Насаждения могут отличаться происхождением, составом, возрастом, степенью сомкнутости или формой.

## Классификация
Наибольшее значение имеет различие между высокоствольными и низкоствольными насаждениями, так как те и другие подчиняются разным системам хозяйства. Высокоствольные образованы деревьями, выросшими из семян, а низкоствольные — происшедшими от поросли. В одном и том же насаждении могут быть деревья различного происхождения.
Хвойные насаждения, как правило, семенного происхождения, а естественные насаждения лиственных пород — смешанного происхождения.
По составу пород различают насаждения чистые, образованные деревьями одной какой-либо древесной породы, и смешанные — из деревьев двух или более различных пород.
Разнообразие смешанных насаждений, выражающееся как в характере смеси, так и пропорции смешения, чрезвычайно велико. Насаждения естественного происхождения, как правило являются смешанными. Чистые насаждения встречаются только на почвах, пригодных для роста какой-либо одной древесной породы, например, чистые сосновые насаждения на сухих песчаных почвах, насаждения чёрной ольхи на трясинах. Преобладание смешанных насаждений над чистыми объясняется естественной сменой древесных пород, происходящей повсюду по мере роста и старения насаждения.
Соотношению возрастных групп (молодняки, средневозрастные, спелые, перестойные) определяют возрастную структуру лесного фитоценоза. Классы возраста различают в зависимости от отдельных пород (бук, пихта кавказская, тополь), групп пород (хвойные, твердолиственные, мягколиственные), а так же и от того, семенным или порослевым является насаждение
Возраст всех деревьев, образующих насаждение, может быть одинаков (одновозрастное насаждение) или различен (разновозрастное насаждение). В естественных лесах одновозрастные насаждения возникают чрезвычайно редко (например, после сильного пожара), как правило их возникновение связано с хозяйственной деятельностью человека. При этом они имеют ряд практических преимуществ:
- уход за одновозрастными насаждениями отличается простотой;
- эксплуатация их, вследствие одновременного наступления спелости всех деревьев, обходится дешевле;
- большая лёгкость и точность всех хозяйственных расчётов.[2]

Если насаждение достаточно долго произрастает на одном месте, не меняя состава древесных пород, то они являются коренными. Производные вырастают на месте коренных лесов, которые погибли из-за стихийных бедствий — пожаров, ураганов, экстремальных морозов, продолжительных засух, инфекционных болезней деревьев или нашествий насекомых, а также вырубленных человеком.
По происхождению насаждения могут быть естественными или искусственными

### Тип леса

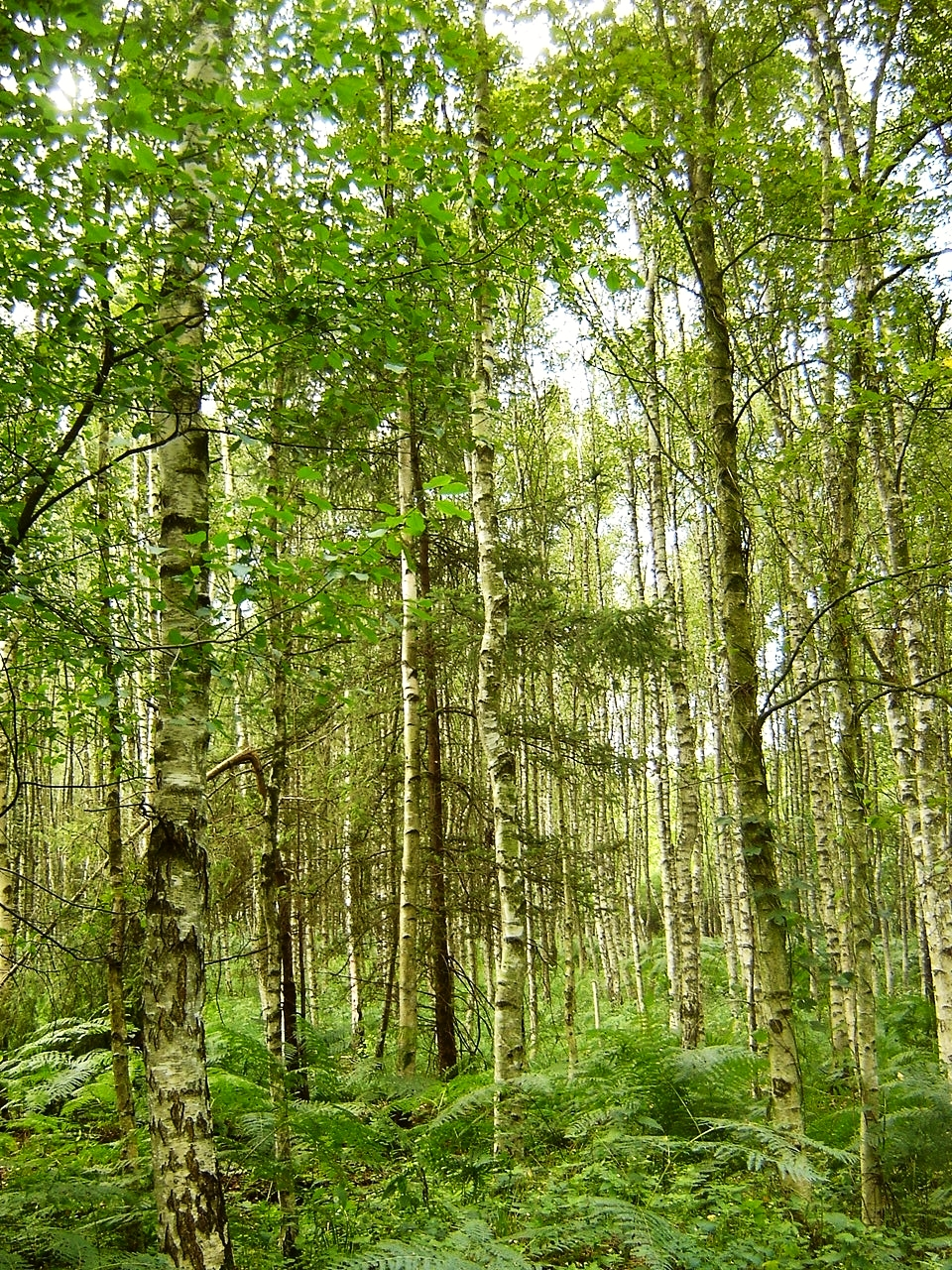
Березняк папоротниковый (Betula pendula)

Тип леса — основная единица классификации лесов, в которую входят участки леса, в которых как древесные, так и остальные ярусы имеют общий состав растительности, требуют одних и тех же лесохозяйственных мероприятий при равных экономических условиях. Типы леса характеризуется аналогичной фауной, своими экологическими взаимоотношениями, процессами развития и восстановления. Коренные типы леса развиваются в природе без влияния человека или природных катастроф. Производные типы леса сменяют коренные в результате воздействия этих факторов. Последовательно сменяющиеся коренные и производные типы образуют серию типов леса. Участки леса характеризуются лесорастительными условиями (климатическими, почвенными и гидрологическими), которые относительно постоянны, в то время как состав и соотношение биологических видов на них непрерывно изменяется.
В разных лесотипологических направлениях классификация типов леса может основываться на лесообразующей породе, общности других ярусов растительности, а так же лесорастительных условий, в основном почвенных.

.

### Хозяйственная оценка
Определением количественных параметров лесов, например, запасов древесины, высоты и качества деревьев и древостоев занимается дендрометрия, или лесная таксация. Это необходимо как для коммерческой оценки лесов, так и для изучения их развития и оценки эффективности их использования и разведения.
Бонитет леса — показатель продуктивности насаждения (скорости прироста древесины). Скорость роста деревьев зависит от почвенно-грунтовых, климатических условий и воздействия человека на лес. Бонитет зависит от средней высоты деревьев основной породы с учётом их возраста. Для всех древесных пород используется бонитировочная шкала, составленная в 1911 году профессором М. М. Орловым. Семенные и порослевые насаждения имеют особые шкалы.

## Степень сомкнутости

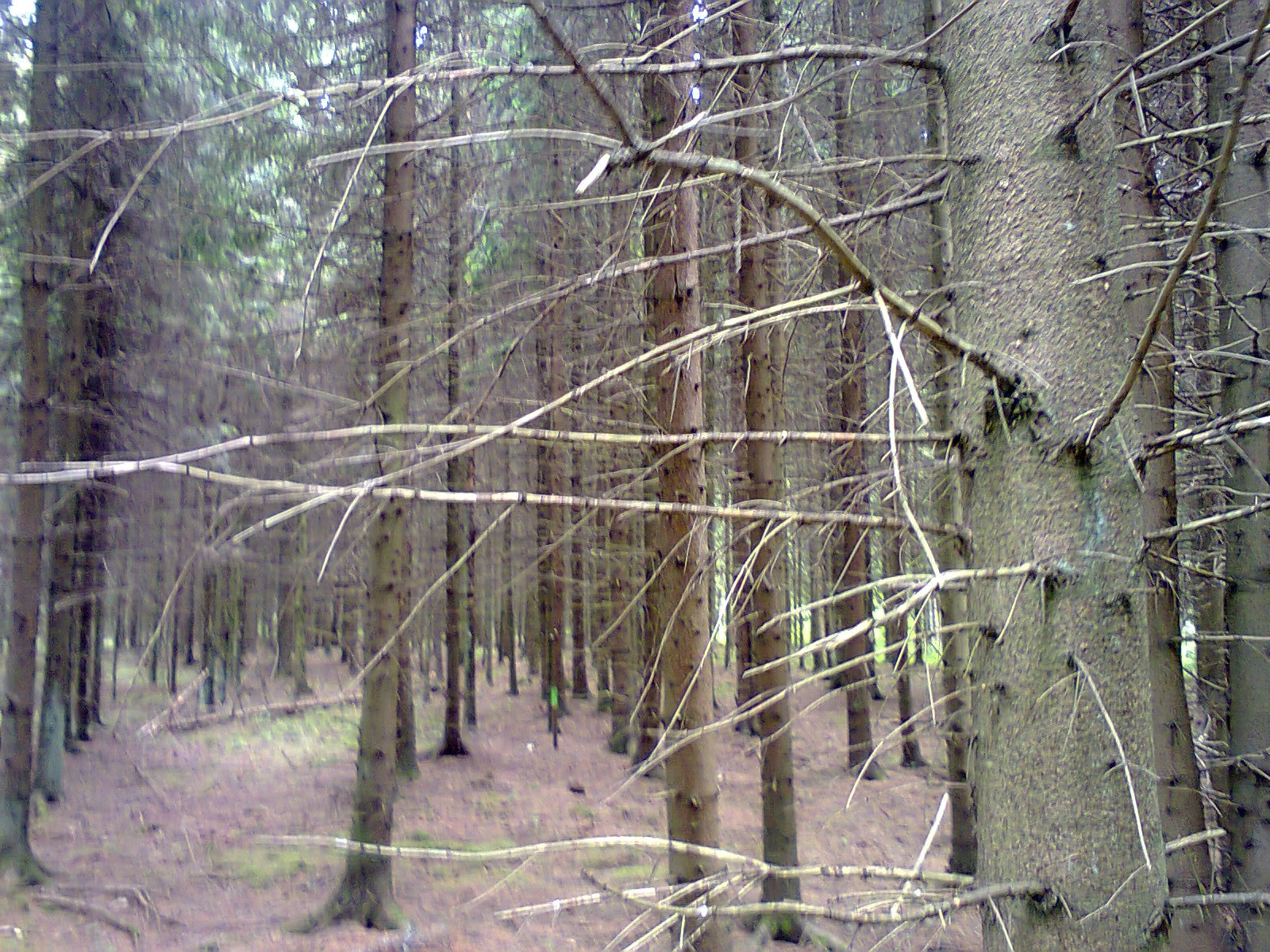
Одновозрастное чистое насаждение (ель обыкновенная). В местах с нарушенной сомкнутостью полога заметна травянистая растительность на подстилке

Степень сомкнутости насаждения — степень затенения находящейся под ним почвы — обстоятельство, имеющее громадное значение — на затенённой пологом насаждения почве происходит накопление лесной подстилки, благодаря которой поддерживается плодородие почвы. С нарушением сомкнутости солнечные лучи проникают к почве, отчего подстилка быстрее разлагается, появляется травянистая растительность, почва уплотняется, и всё это неблагоприятно отражается на росте деревьев. До определённого возраста одновозрастные насаждения остаются сомкнутыми, потом начинается естественное изреживание. С молодого возраста между деревьями, образующими насаждение, идёт борьба из-за простора, необходимого для постепенно разрастающихся вершин; многие деревья при этой борьбе оказываются отсталыми и в результате погибают. Таким образом, борьба между деревьями обуславливает естественную убыль стволов в насаждении, которая особенно резко заметна в молодых и средневозрастных насаждениях. Деревья, отмирающие в молодом возрасте, имеют небольшие вершинки, отмирание которых обуславливает образование ничтожных просветов, которые быстро закрываются благодаря разрастанию вершин оставшихся деревьев. В более высоком возрасте отмирают крупные деревья, вершины которых занимали так много места, что образующиеся просветы не могут уже закрываться вершинами оставшихся деревьев, которые к тому же растут, вследствие преклонного возраста, довольно медленно. Таким образом, в известном возрасте, более высоком для теневыносливых пород, например, ели, пихты, бука, граба, и более молодом для светолюбивых, например, сосны, дуба, берёзы, в насаждениях начинают появляться просветы, не могущие закрыться и нарушающие сомкнутость. В отличие от влияния изреженности на почву, на рост деревьев она влияет благоприятным образом, так как свободно стоящие деревья, вершины которых сильнее освещены, производят большее количество древесины под влиянием так называемого светового прироста. В одновозрастных чистых насаждениях, где все вершины расположены на одинаковой высоте, образуя один общий полог, наступление изреженности является неизбежным злом. Иногда из-за этого более предпочтительны смешанные древостои.

## Ярусность
Наиболее простую форму представляют собой одновозрастные и чистые насаждения являются одноярусными, так как в них вершины всех деревьев, находясь на одинаковой высоте, образуют один общий полог. Среди смешанных одновозрастных насаждений уже можно найти такие, в которых вершины деревьев двух разных пород, обладающих различной быстротой роста, располагаются на различной высоте, образуя два полога, находящиеся один под другим. Среди разновозрастных насаждений можно найти не только двухъярусные, но и такие, в которых вершины деревьев располагаются на различной высоте, образуя несколько отдельных пологов. Влияние деревьев одного яруса на деревья другого настолько велико, что все они образуют одно целое. Пример использования такого влияния — так называемый подгон, представляющий собой подмесь быстрее растущей второстепенной породы к главной породе, растущей сравнительно медленно; если деревья последней не будут затенены сверху, а только окутаны с боков, то рост их в высоту может усилиться в весьма значительной степени. Благоприятное влияние на качество древостоя оказывает подлесок, вершины которого окутывают стволы деревьев верхнего яруса, заставляют отмирать на них нижние ветви и тем обуславливают образование ровных, не суковатых стволов.
Если деревья верхнего яруса не образуют сомкнутого полога, подлесок, образуя самостоятельный сомкнутый полог, затеняет почву, препятствуя ухудшению её свойств, тем самым дает деревьям верхнего яруса возможность пользоваться световым приростом, появляющимся благодаря их редкому стоянию. Такой подлесок является почвозащитным и может состоять не только из любой теневыносливой древесной породы (ель, пихта, липа, граб, бук), но и из какого-либо кустарника, например лещины. Кроме подгона и подлеска, образованных второстепенными породами и играющих служебную роль по отношению к деревьям главной породы, встречаются многоярусные насаждения, в которых различные ярусы могут быть образованы деревьями одной и той же породы или хотя и различных, но равноценных пород.
Различие формы насаждений может обуславливаться не только числом ярусов или пологов, но и характером смешения деревьев различного возраста или разных пород. Это смешение может быть или равномерным, если деревья различных возрастов или пород распределены единично по площади насаждений, или групповым, причем группы могут иметь различную величину и форму.
.

## Защитные лесные насаждения
Защитные лесные насаждения — искусственно созданные, а также естественные лесные насаждения для защиты от неблагоприятных природных и антропогенных факторов, в том числе для борьбы с засухой, водной и ветровой эрозией. Их устраивают посадкой или посевом главным образом в степных, лесостепных и полупустынных районах. Они могут служить для защиты многих объектов, в том числе: сельскохозяйственных угодий, почв, водоёмов, автомобильных и железных дорог (см. Железнодорожные защитные лесонасаждения), населённых пунктов.
Защитные лесные насаждения различаются по назначению и местоположению, существуют следующие группы: государственные защитные лесные полосы; полезащитные лесные полосы на неорошаемых землях; защитные насаждения на орошаемых землях; водорегулирующие лесные полосы на склонах; приовражные и прибалочные лесные полосы; горномелиоративные насаждения; насаждения, используемые в животноводстве, придорожные лесные полосы; лесные насаждения вокруг водоёмов, вдоль берегов и в поймах рек; насаждения на не используемых в сельском хозяйстве песках; зелёные лесные массивы полосы вокруг населённых пунктов.
Совокупность защитных лесных насаждений разного назначения на определённой территории является системой защитных лесных насаждений. Их применение увеличивает ветрозащитную эффективность более чем в 1,5 раза, распределение снега становится наиболее равномерным. В зависимости от наличия взаимного влияния между элементами системы различают взаимодействующие и невзаимодействующие. Система насаждений имеет большое природоохранное санитарно-гигиеническое и рекреационное значение, улучшают среду для жизни человека, они создают места обитания для жизни многочисленных видов птиц и зверей, что способствуют появлению новых биогеоценозов.